# Justin Gaymon
Justin Gaymon (ur. 13 grudnia 1986) – amerykański lekkoatleta specjalizujący się w biegu na 400 metrów przez płotki. 
Młodzieżowy mistrz NACAC z 2008.
Stawał na podium mistrzostw National Collegiate Athletic Association.
Rekord życiowy: 48,46 (29 czerwca 2008, Eugene i 27 lipca 2013, Londyn).  

## Osiągnięcia
| Rok  | Impreza                             | Miejsce  | Pozycja    | Wynik |
| ---- | ----------------------------------- | -------- | ---------- | ----- |
| 2008 | Młodzieżowe mistrzostwa NACAC       | Toluca   | 1. miejsce | 49,50 |
| 2009 | Światowy finał lekkoatletyczny IAAF | Saloniki | 7. miejsce | 51,19 |